# بال‌انگشتی‌ها
بال‌انگشتی‌ها یا انگشت‌بالان (نام علمی: Pterodactylus) نام یک سرده از راسته پتروسور است.